# پلینفیلد (حوزه سرشماری)، ورمانت
پلینفیلد (به انگلیسی: Plainfield) یک منطقهٔ مسکونی در ایالات متحده آمریکا است که در Plainfield واقع شده‌است. پلینفیلد ۰٫۶۰ کیلومتر مربع مساحت و ۴۰۱ نفر جمعیت دارد و ۲۳۰٫۲ متر بالاتر از سطح دریا واقع شده‌است.